# 中央町 (岡山県)
中央町（ちゅうおうちょう）は、かつて岡山県の中央部（久米郡）にあった町。現在は久米郡内の他2町との合併により美咲町となり、町役場は美咲町役場本庁となっている。

## 地理
吉備高原に位置し、山林と丘陵で占められている。

## 沿革
- 1955年（昭和30年）1月1日　久米郡加美町・三保村・打穴村・大垪和村の1町3村が合併し中央町が発足。
- 2005年（平成17年）3月22日　久米郡旭町・柵原町との対等合併により美咲町となり、中央町も消滅した。

## 教育
- 中央町立加美小学校
- 中央町立中央中学校

現在は美咲町立となっている。
- 中央町立厚生小学校
- 中央町立打穴小学校
- 中央町立大垪和小学校

上記3校は2006年4月に統合されて美咲町立美咲中央小学校となっている。

## 交通

### 鉄道
- 西日本旅客鉄道（JR西日本）
  - 津山線 ： 小原駅 - 亀甲駅

### 道路
- 町内を走る高速道路：なし　最寄りは中国自動車道院庄インターチェンジ
- 町内を走る一般国道：国道53号、国道429号
- 町内を走る県道
  - 岡山県道70号久米建部線
  - 岡山県道159号久米中央線
  - 岡山県道342号大垪和西小山旭線
  - 岡山県道352号大戸上中央線
  - 岡山県道373号栃原久米南線

## 名所・旧跡・観光スポット・祭事・催事
- 大垪和の棚田
- 亀甲岩